# Crocallis helenaria
Crocallis helenaria is een vlinder uit de familie spanners (Geometridae). De wetenschappelijke naam is voor het eerst geldig gepubliceerd in 2006 door Ruckdeschel.
De soort komt voor in Europa.